# Dom na pustkowiu
Dom na pustkowiu (tytuł oryginału: Tannöd) – powieść kryminalna bawarskiej autorki Andrei Marii Schenkel, napisana w 2006, a w Polsce wydana w 2008 przez wydawnictwo Sonia Draga z Katowic.

## Treść

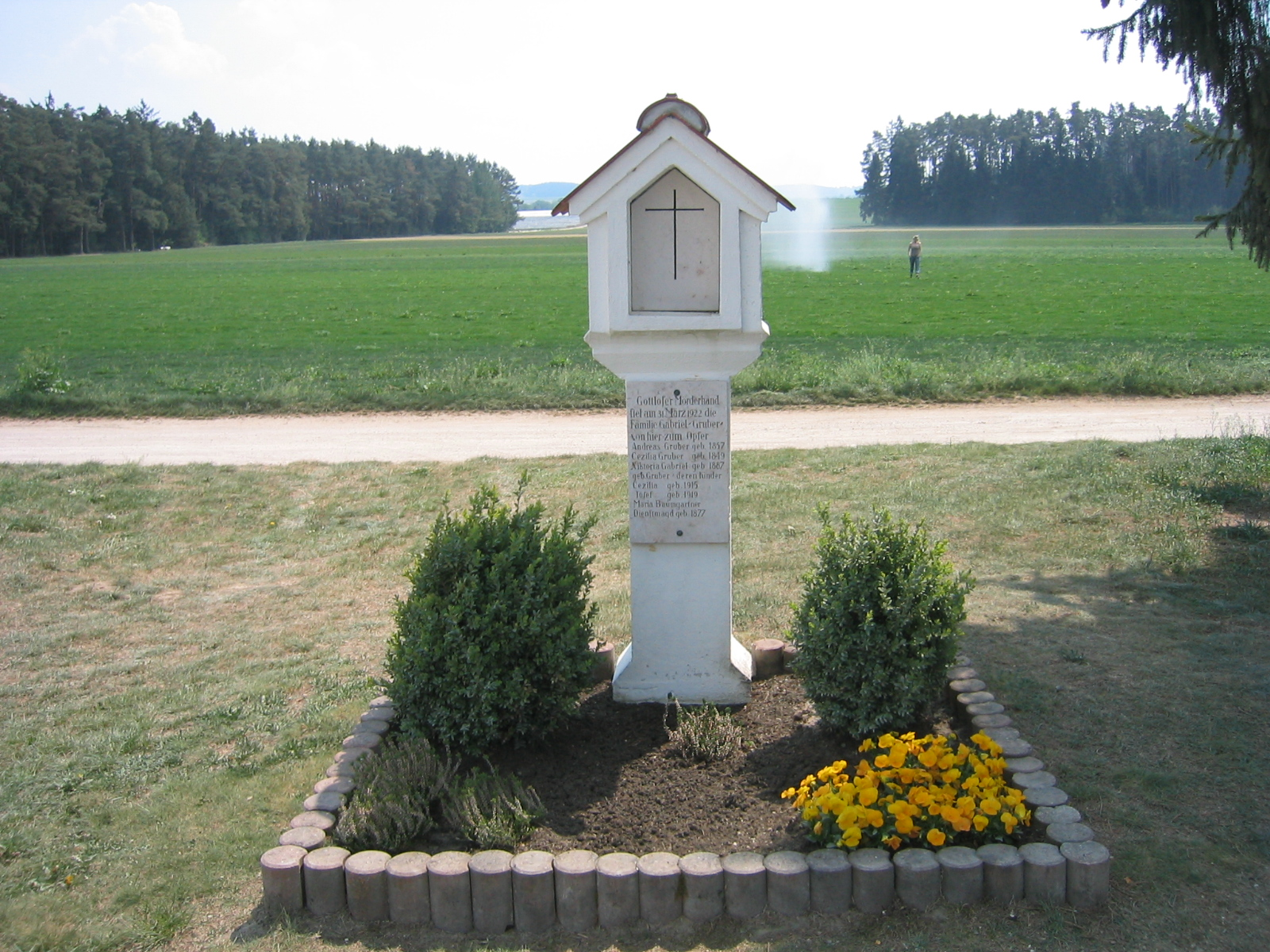
Kapliczka na miejscu morderstwa w Hinterkaifeck – pierwowzoru akcji powieści

Książka opowiada o drastycznym morderstwie, jakiego dokonano w połowie lat 50. XX wieku w nieistniejącej w rzeczywistości wiosce Tannöd, w gminie Einhausen, w Górnej Bawarii. Siekierą zabito małżeństwo rolników Hermanna i Teresę Dannerów, ich córkę Barbarę Spengler, wnuki – Mariannę i Józefa oraz Marię Meiler – pomoc domową. Struktura opowieści jest zlepkiem wywiadów z bezpośrednimi i pośrednimi świadkami zdarzenia (sąsiedzi, wójt, proboszcz), przeplatanych z pierwszo- i trzecioosobową narracją opisującą drogę prowadzącą do zbrodni i sam akt zabójstwa. Podczas rozmów ze świadkami stopniowo krystalizuje się obraz rodziny Dannerów, w której narastały wieloletnie patologie warunkowane niemiecką rzeczywistością wojenną i powojenną (totalitaryzm nazistowski, podejrzliwość, malwersacje gospodarcze, złodziejstwo, itp.). Czytelnik zapoznaje się także z kazirodczym związkiem między Hermannem Dannerem i córką Barbarą, a także z licznymi ekscesami erotycznymi głowy rodziny, w tym zmuszaniem do współżycia polskiej robotnicy przymusowej Amelii (pochodzącej prawdopodobnie z Warszawy), które zakończyło się samobójstwem dziewczyny.

## Kontekst
Powieść była osnuta na motywach autentycznego wydarzenia, które miało miejsce w przysiółku Hinterkaifeck w 1922.

## Nagrody
- Deutscher Krimi Preis w 2007
- Friedrich-Glauser-Preis w 2007
- Corine w 2007
- Svenska Deckarakademin w 2008

## Posądzenie o plagiat
Dziennikarz Peter Leuschner posądził autorkę o plagiat swoich książek Hinterkaifeck. Deutschlands geheimnisvollster Mordfall (1978) i Der Mordfall Hinterkaifeck (1997), bowiem przytoczone były tam identyczne fragmenty dokumentów ze sprawy w Hinterkeifeck. Sądy oddaliły pozew z uwagi na brak w takich wypadkach praw autorskich do tekstów.